# Ängelholm (stad)
Ängelholm is een stad in de gelijknamige gemeente Ängelholm in Skåne de zuidelijkste provincie van Zweden. Het is ook de hoofdplaats van deze gemeente. De plaats heeft een inwoneraantal van 22.532 (2005) en een oppervlakte van 1265 hectare.
De plaats is bekend vanwege ocarinas gemaakt van klei die waar als men er op blaast vogelgeluiden uit komen. Er is tegenwoordig nog maar een fabrikant van deze fluitjes: Sofia Nilsson. Ook de fabriek van het automerk Koenigsegg is gevestigd in Ängelholm.
Toerisme is belangrijk voor de stad. Net buiten de stad ligt een populair 6 kilometer lang strand. De wind die meestal in het Kattegat staat, zorgt ervoor dat Ängelholm zeer geschikt is voor zeilen, kitesurfen en windsurfen.

## Verkeer en vervoer
Langs de plaats lopen de E6/E20, de Riksväg 13 en de Länsväg 107.
De plaats ligt aan de spoorlijnen Eslöv - Helsingborg, Göteborg - Malmö en goederenlijn Ängelholm - Arlöv.

## Geboren
- Frans Bengtsson (1894 - 1954), schrijver, dichter en biograaf
- Jill Johnson (1973), pop- en countryzangeres